# Censo dos Estados Unidos de 2020
O Censo dos Estados Unidos de 2020 foi o vigésimo quarto decenal censo dos Estados Unidos. O "dia do censo", uma referência ao dia em que o censos acontece, foi 1 de abril de 2020. Este foi o primeiro censo populacional nos Estados Unidos a oferecer opções de resposta online ou por telefone, além da opção de responder em papel, como nos censos anteriores.
Segundo o resultado do censo de 2020, a população dos Estados Unidos era de 331 449 281 pessoas, um aumento de 7,4% se comparado a 2010. Apenas três estados (Illinois, Mississippi e Virgínia Ocidental) perderam população quando comparado ao último censo realizado uma década antes.

## Projeções
O United States Census Bureau realiza anualmente projeções de população para os Estados Unidos como um todo e estados individuais, que são baseados em dados do censo anterior (neste caso, o censo de 2010) e calculados usando um método de componente de corte. Projeções populacionais também levam em consideração nascimentos, mortes e migração líquida.
Em 2020, a população dos Estados Unidos era projetada para ser 333.546.000, um aumento de 8,03% em relação ao Censo de 2010.

## Representação governamental
Os resultados do censo de 2020 determinaram o número de cadeiras para cada estado na Câmara dos Representantes, o que reflete o número de delegados para cada estado no Colégio eleitoral (menos os dois votos eleitorais alocados para cada estado, independentemente da população), para eleições de 2022 a 2030.
Baseado no resultado do censo de 2020, essas são as mudanças no Congresso a partir da eleição de 2022:
- Califórnia, Illinois, Michigan, Ohio, Virgínia Ocidental, Pensilvânia e Nova Iorque perderam 1 assento;
- Flórida, Colorado, Montana, Carolina do Norte e Oregon ganharam 1 assento;
- Texas ganhou 2 assentos.[7][8][9]

## Mudanças
O Departamento de Comércio anunciou em março de 2018 que o Censo de 2020 iria perguntar aos entrevistados se eles são cidadãos dos Estados Unidos de acordo com um pedido da administração Trump. Pelo menos 12 estados (Connecticut, Delaware, Illinois, Massachusetts, Nova Jérsia, Novo México, Óregon, Pensilvânia, Rhode Island, Washington, Califórnia) afirmaram que processariam a pergunta solicitada pelo governo Trump. O único teste do Censo está ocorrendo no condado de Providence, Rhode Island, sem a questão da cidadania.